# Carpaneto Piacentino

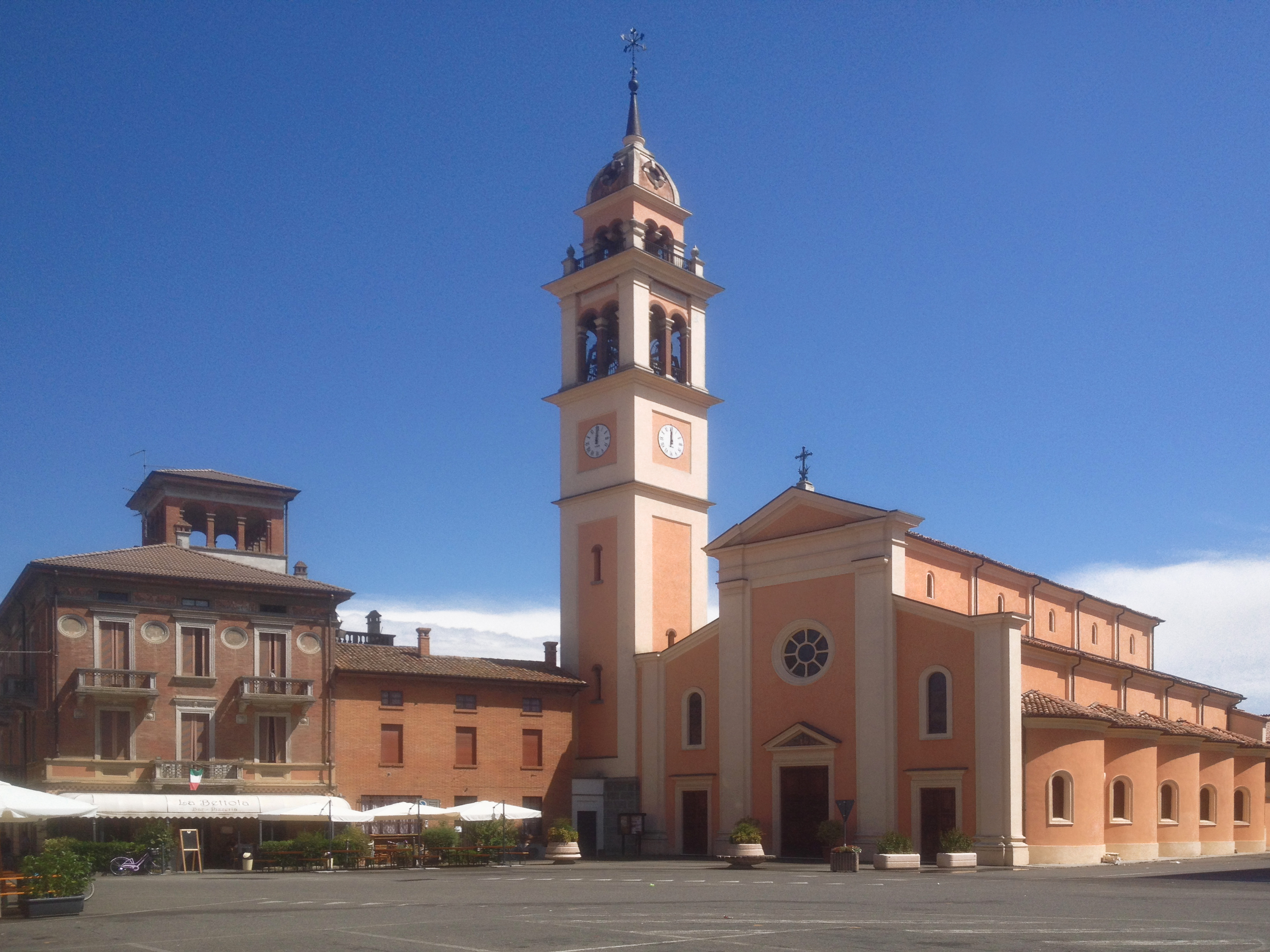
Plaça

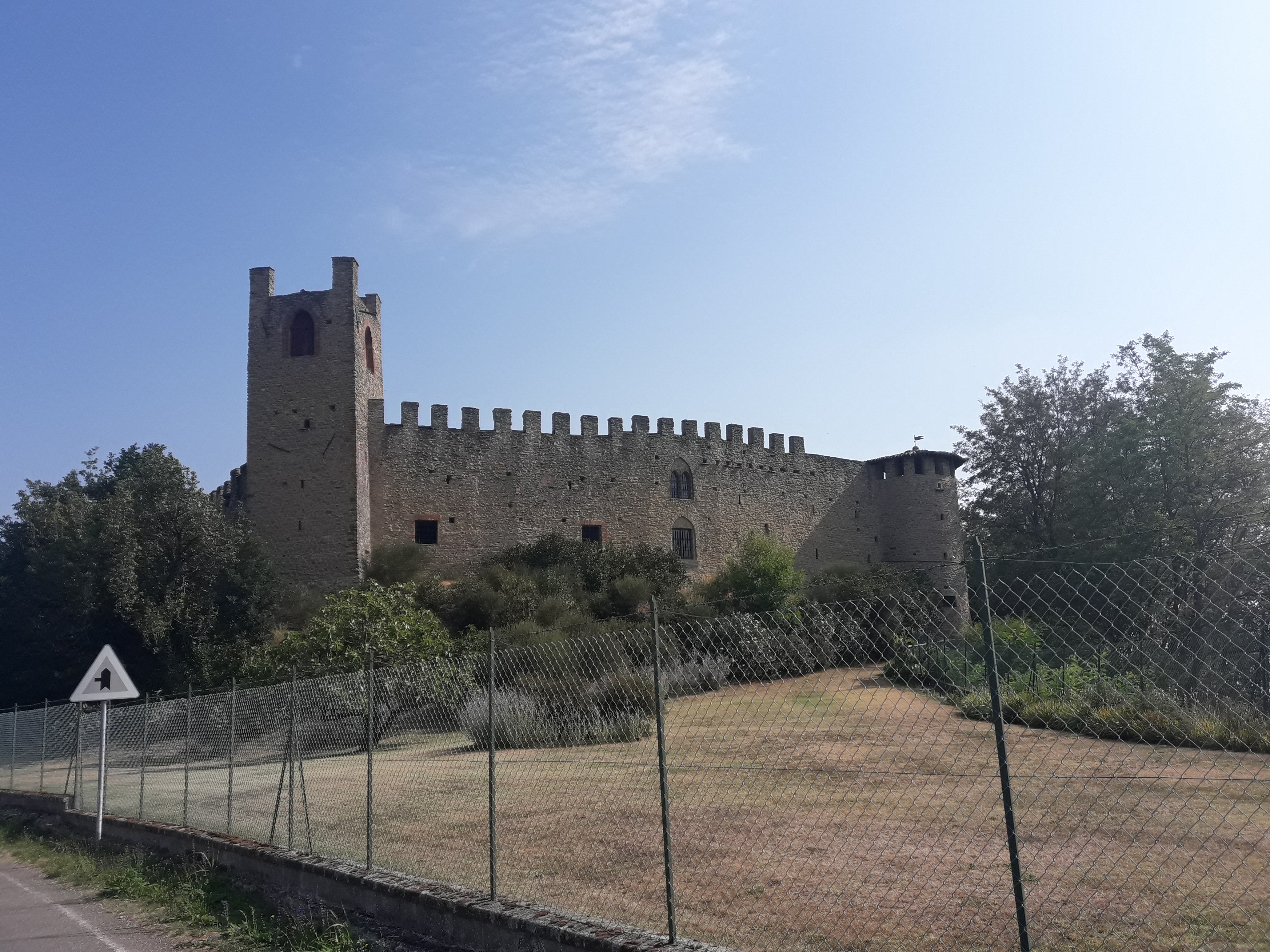
El castell

Carpaneto Piacentino és un comune (municipi) de la província de Piacenza a la regió italiana d'Emília-Romanya, situat a uns 130 quilòmetres al nord-oest de Bolonya i uns 15 quilòmetres al sud-est de Piacenza.
Els llocs d'interès inclouen el castell de Badagnano i el castell d'Olmeto, tots dos situats a la frazione de Badagnano.
Carpaneto Piacentino limita amb els municipis següents: Cadeo, Castell'Arquato, Fiorenzuola d'Arda, Gropparello, Lugagnano Val d'Arda, Pontenure i San Giorgio Piacentino.